# Søndergaard
Søndergaard er et dansk og norsk efternavn. Det er et efternavn afledt af et stednavn, i dette tilfælde fra en af de mange såkaldte bondegårde.
Kendte personer med dette efternavn omfatter:
- Andreas Søndergaard (født 2001), dansk målmand, der spiller i Wolverhampton Wanderers F.C.
- Anelise Søndergaard (1924–1985), dansk autodidakt maler og grafiker
- Christian Søndergaard Jensen (født 1963), datalog og professor ved Aalborg Universitet
- Ditte Søndergaard (født 1985),  dansk ungdomspolitiker
- Dorte Marie Søndergaard (født 1957), dansk forsker i socialpsykologi
- Jan Søndergaard (født 1947), dansk arkitekt og professor
- Jens Søndergaard (1895–1957), dansk maler
- Josef Søndergaard (1906–1946), dansk reklametegner
- Jørgen Søndergaard (født 1949), dansk økonom
- Karsten Søndergaard (født 1967), dansk politiker
- Kasper Søndergaard ((født 1981), dansk tidligere håndboldspiller
- Laila Søndergaard (født 1956), dansk atlet
- Lars Søndergaard (født 1959), dansk fodboldtræner
- Louise Søndergaard (født 1999), kvindelig dansk håndboldspiller
- Morten Søndergaard (født 1964), dansk forfatter, oversætter, redaktør og lydkunstner
- Niels Søndergaard (født 1947), dansk forfatter og oversætter
- Oliver Søndergaard (født 2003), cykelrytter fra Danmark
- Rasmus Søndergaard (født 1979), dansk skuespiller, improvisator, komiker, dramatiker og instruktør
- Sanne Søndergaard (født 1980), dansk forfatter, foredragsholder og standup komiker
- Søren Søndergaard (født 1955), dansk faglærer, metalarbejder og politiker
- Søren Søndergaard (radiovært) (født 1965), dansk musiker
- Søren Søndergaard (bokser) (født 1966), tidligere dansk bokser
- Søren Søndergaard (landmand) (født 1979), formand for erhvervsorganisationen Landbrug & Fødevarer
- Tom Søndergaard (1944−1997), dansk fodboldspiller
- Torben Søndergaard (født 1976), dansk radikal kristen
- Trine Søndergaard (født 1972), dansk fotografibaseret billedkunstner